# Młynki (jaskinia)
Młynki (ukr. Млинки, Młynky) – jaskinia na Ukrainie, we wsi Zalesie w obwodzie tarnopolskim.

## Historia
Pierwsza wzmianka o jaskini pochodzi z artykułu Mychajła Bila, nauczyciela szkoły w Uhrynie, opublikowanego 25 czerwca 1960 roku w gazecie „Nowe Żyttia”.
Powierzchnia jaskini wynosi 0,5 hektara. Od 1971 roku jest pod ochroną, w szczególności naturalny labirynt pochodzenia krasowego o łącznej długości korytarzy ponad 50 km.
Przed otwarciem korytarzy w jaskini żyły lisy.
W latach 1960–1967 Młynki były badane przez członków Tarnopolskiej Sekcji Speleologii. Obecnie jaskinia jest badana przez Czortkowski Klub Grotołazów „Krystał”.